# Кёнигсфельд-им-Шварцвальд
Кёнигсфельд (нем. Königsfeld im Schwarzwald, алем. нем. Kennigsfeld) — коммуна в Германии, курорт, расположен в земле Баден-Вюртемберг.
Подчиняется административному округу Фрайбург. Входит в состав района Шварцвальд-Бар. Население составляет 5995 человек (на 31 декабря 2010 года). Занимает площадь 40,24 км².

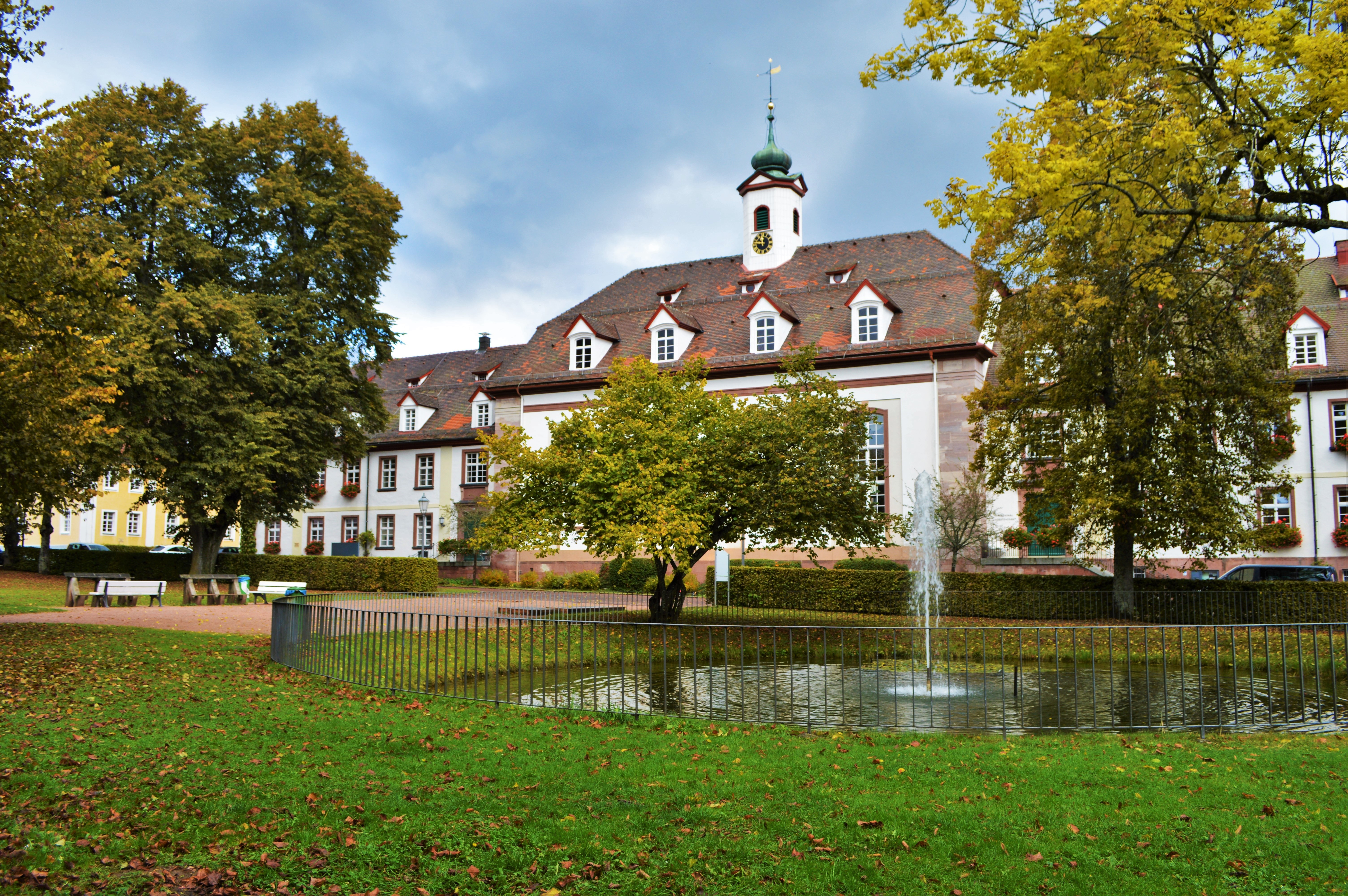
Кёнигсфельд (Шварцвальд)